# أوسامو تانيناكا
أوسامو تانيناكا (خطأ في قالب:ياب) (24 سبتمبر 1964 في طوكيو في اليابان – )؛ هو لاعب كرة قدم ياباني سابق كان يلعب كمهاجم. سبق له أن لعب مع منتخب اليابان.

## وصلات خارجية
- أوسامو تانيناكا على موقع ناشيونال فوتبول تيمز (الإنجليزية)

- National Football Teams
- Japan National Football Team Database